# Garaeus chamaeleon
Garaeus chamaeleon là một loài bướm đêm trong họ Geometridae.